# Evelyn Kawamoto
Pour les articles homonymes, voir Kawamoto.
Evelyn Tokue Kawamoto, également connue sous son nom marital, Evelyn Konno, née le 17 septembre 1933 à Honolulu (Hawaï), et morte le 22 janvier 2017 à  Hawaï,  est une nageuse américaine spécialiste des épreuves de nage libre. Elle compte à son palmarès deux médailles de bronze olympiques.

## Biographie
Kawamoto est une élève de Soichi Sakamoto.
Evelyn Kawamoto remporte lors des Jeux olympiques d'été de 1952 à Helsinki deux médailles de bronze, l'une en 400 mètres nage libre et l'autre en relais 4 × 100 mètres nage libre avec Jackie LaVine, Marilee Stepan et Jody Alderson, où Kawamoto termine la course finale.
Elle est mariée au nageur hawaïen Ford Konno, double champion olympique de natation.

## Palmarès

### Jeux olympiques
| Épreuve / Édition                | Helsinki 1952         |
| 400 mètres nage libre            | Bronze · 5 min 14 s 6 |
| Relais 4 × 100 mètres nage libre | Bronze · 4 min 30 s 1 |